# Aritatsu Ogi
Aritatsu Ogi (Hiroshima, 10 dicembre 1942) è un ex calciatore giapponese, di ruolo centrocampista.

## Carriera
Ha giocato per 11 anni con la squadra del Toyo Industries, l'attuale Sanfrecce Hiroshima. Con la nazionale ha partecipato alle
Olimpiadi 1964, dove segnerà la rete del 3-2 che consegnerà la vittoria contro l'Argentina, e a quelle del 1968 vincendo, nella seconda edizione, la medaglia di bronzo.

## Statistiche

### Presenze e reti nei club
| Stagione | Squadra           | Campionato | Campionato | Campionato |
| Stagione | Squadra           | Comp       | Pres       | Reti       |
| -------- | ----------------- | ---------- | ---------- | ---------- |
| 1965     | Toyo Kogyo        | JSL        | 14         | 9          |
| 1966     | Toyo Kogyo        | JSL        | 14         | 14         |
| 1967     | Toyo Kogyo        | JSL        | 12         | 5          |
| 1968     | Toyo Kogyo        | JSL        | 14         | 5          |
| 1969     | Toyo Kogyo        | JSL        | 13         | 6          |
| 1970     | Toyo Kogyo        | JSL        | 14         | 2          |
| 1971     | Toyo Kogyo        | JSL        | 14         | 1          |
| 1972     | Toyo Kogyo        | JSL1       | 14         | 4          |
| 1973     | Toyo Kogyo        | JSL1       | 18         | 4          |
| 1974     | Toyo Kogyo        | JSL1       | 9          | 1          |
| 1975     | Toyo Kogyo        | JSL1       | 18         | 5          |
| 1976     | Toyo Kogyo        | JSL1       | 9          | 1          |
|          | Totale Toyo Kogyo |            | 163        | 57         |

## Palmarès

### Nazionale
- Bronzo olimpico: 1

Città del Messico 1968

### Individuale
- Capocannoniere del campionato giapponese: 1

1966
- Miglior giocatore giapponese dell'anno: 1

1965